# Len włochaty
Len włochaty (Linum hirsutum L.) – gatunek rośliny z rodziny lnowatych (Linaceae).

## Zasięg geograficzny
Od Turcji poprzez południowo-wschodnią Europę, po Austrię, Czechy i Polskę na zachodzie i północy. W Polsce występuje tylko w Niecce Nidziańskiej.

## Morfologia

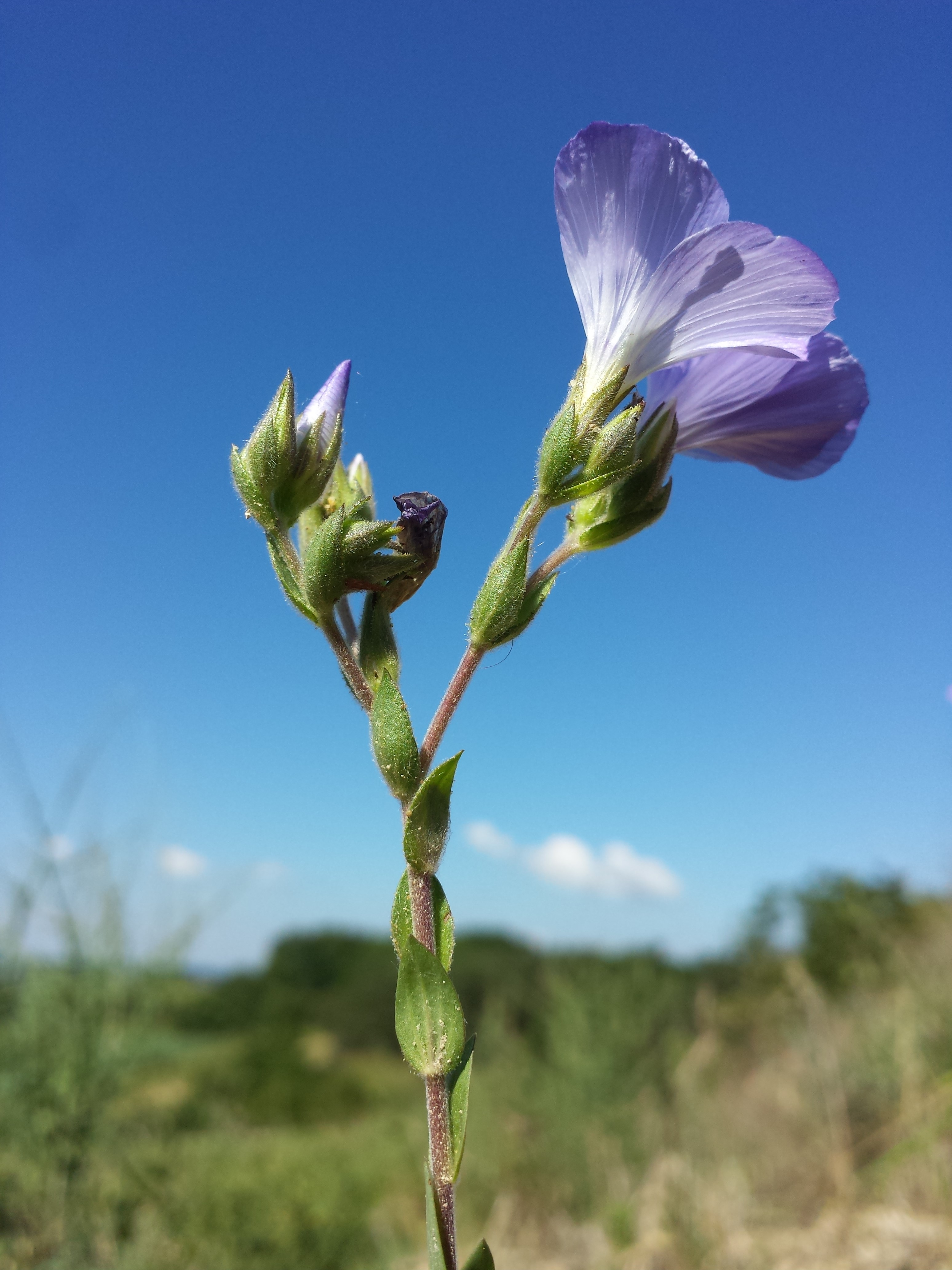
Kwiatostan

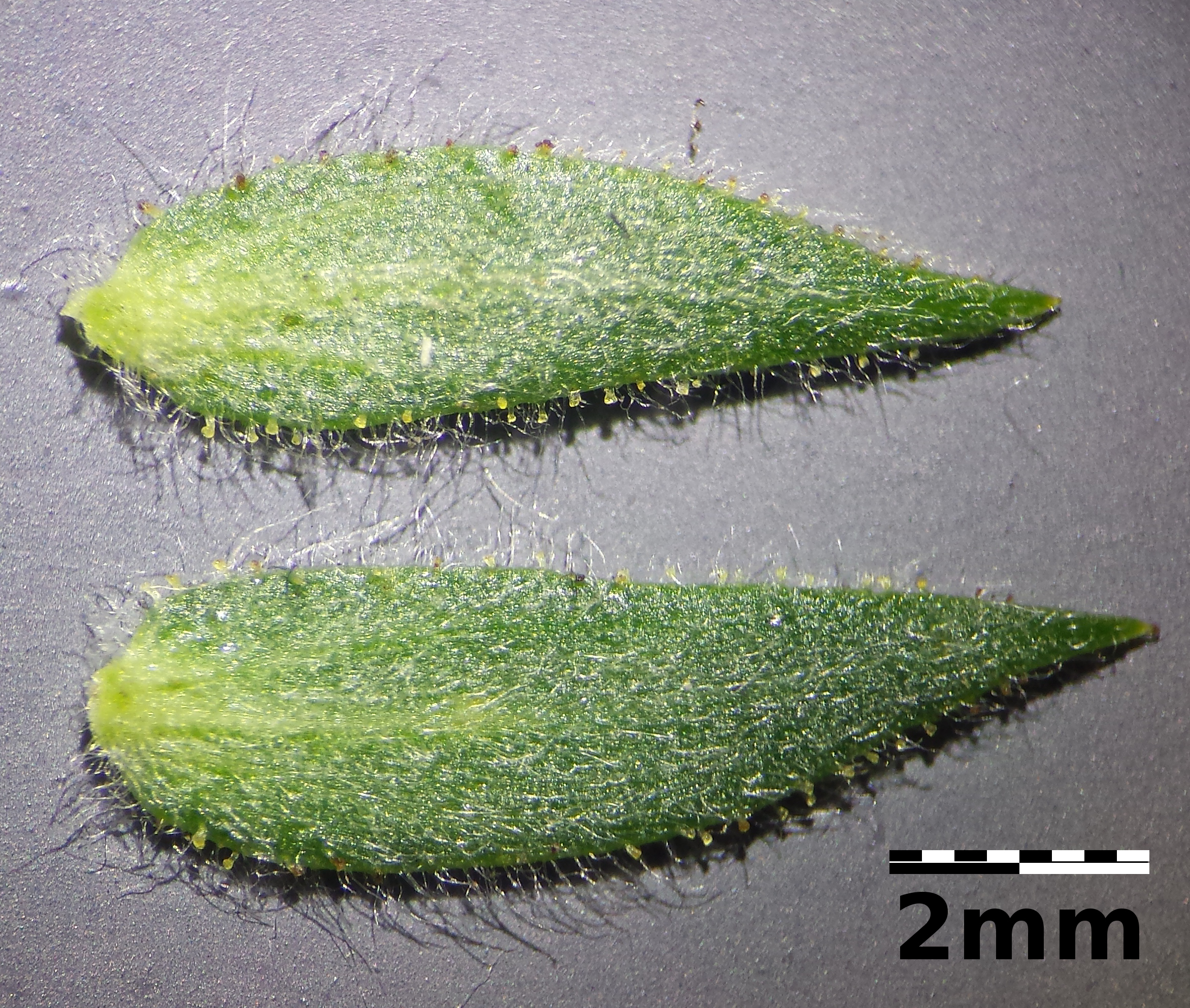
Przysadki owłosione i ogruczolone

PokrójRoślina do 90 cm wysokości, kutnerowata.
ŁodygaDołem zdrewniała, górą rozgałęziająca się.
LiścieSiedzące. Dolne podługowate, górne lancetowate.
KwiatyDuże, krótkoszypułkowe, tworzące wiechotkowaty kwiatostan. Działki kielicha długie, zaostrzone. Płatki korony niebieskie, szerokie. Pręciki zrośnięte w nasadzie.
OwocKulista torebka. Nasiona jajowate, spłaszczone.
KorzeńZdrewniały.

## Biologia i ekologia
- Roślina dwuletnia. Kwitnie od czerwca do sierpnia.
- Siedlisko: suche, nasłonecznione zbocza, murawy kserotermiczne. Gatunek charakterystyczny związku Cirsio-Brachypodion pinnati i zespołu Inuletum ensifoliae[4].

## Zagrożenia i ochrona
Roślina objęta w Polsce ścisłą ochroną gatunkową.
Kategorie zagrożenia:
- Kategoria zagrożenia w Polsce według Czerwonej listy roślin i grzybów Polski (2006)[5]: R (rzadki); 2016: VU (narażony)[6].
- Kategoria zagrożenia w Polsce według Polskiej Czerwonej Księgi Roślin[7]: VU (vulnerable, narażony).